# Jardin d'enfants
 (février 2010).
Un jardin d’enfants — appelé garderie au Canada francophone — est un lieu de garde « collectif » destiné aux enfants en âge pré-scolaire (de 2 à 6 ans). Il permet à l’enfant de découvrir la vie en collectivité.

## Description
En principe, un jardin d’enfants accueille des enfants qui sont autonomes pour les besoins de la vie quotidienne : manger, boire, aller aux toilettes. Il se distingue de l’école maternelle en accueillant des enfants plus jeunes, mais ce n’est ni une crèche ni une garderie.
Dans le système privé et public en France et dans d’autres pays (ainsi, les Kindergarten, en Allemagne et en Suisse), il peut équivaloir à l’école maternelle en France, c’est-à-dire en dessous de sept ans.
Les jardins d'enfants accueillent les enfants au sein de sections ou classes, généralement par niveau (petit / moyen / grand). Ils sont pris en charge sur la journée par un éducateur de jeunes enfants.
Ce dernier est formé à l'accueil et à l'accompagnement de l'enfant (de 0 à 7 ans) et de sa famille.
Il propose des apprentissages par le jeu et un environnement sécurisant pour le bien-être de l'enfant.